# 平城山工
平城山 工（ならやま こう）は日本のライトノベル作家。福井県出身。

## 来歴
2007年『×計画予備軍婦人部』で第11回角川学園小説大賞<奨励賞>受賞。受賞時の筆名は平城山工学。受賞作を全面的に改稿した『ヒミツのテックガール ぺけ計画と転校生』で2009年5月デビュー。

## 作品リスト
- 角川スニーカー文庫
  - 『ヒミツのテックガール ぺけ計画と転校生』 ISBN 978-4-04-474501-1
  - 『ヒミツのテックガール ぺけ計画とスパイ大作戦』 ISBN 978-4-04-474502-8